# Новий Південний Уельс
Нови́й Півде́нний Уе́льс (англ. New South Wales) — найчисельніший за населенням штат Австралії. Розташований на південному сході материка та межує зі штатами Квінсленд на півночі, Південною Австралією на заході та Вікторією на півдні. На сході омивається Тасмановим морем. Новий Південний Уельс оточує Австралійську столичну територію, де розташована Канберра, столиця Австралії.
Історично, це перший штат Австралії. Створений у 1788 році, він включав до себе більшу частину Австралійського континенту, Нової Зеландії, островів Лорд-Хау та Норфолк, проте у XIX-му столітті значні площі були відокремлені, щоб сформувати британські колонії Тасманії (1825 р.), Південної Австралії (1836 р.), Вікторії (1851 р.) та Квінсленду (1859 р.).
Станом на березень 2012 р. населення становило 7 272 800 осіб.
Назва штату походить від Південного Уельсу.
Домінік Перроттет є прем'єром Нового Південного Уельсу з жовтня 2022 року.

## Рельєф
Великий Вододільний хребет (включаючи Блакитні гори), частина Австралійських Альп (включаючи Сніжні гори та гору Косцюшко)
Район Ріверіна, що зрошується річковою системою Муррей-Дарлінг-Маррамбіджі;

## Особливості
Радіотелескоп в Паркерс, гора Сайдінг Спринт 859 м на північному сході від Сіднея з телескопами, з яких можна спостерігати центральний сектор галактики.
Столиця Австралійського союзу Канберра утворює анклав всередині штату Новий Південний Уельс, та керує островом Лорд-Хау;

## Виробляються
Зернові, фрукти, цукор, тютюн, вовна, м'ясо, шкіра, добувають золото, срібло, мідь, олово, цинк, вугілля; гідроелектростанція на річці Сноуі

## Населення

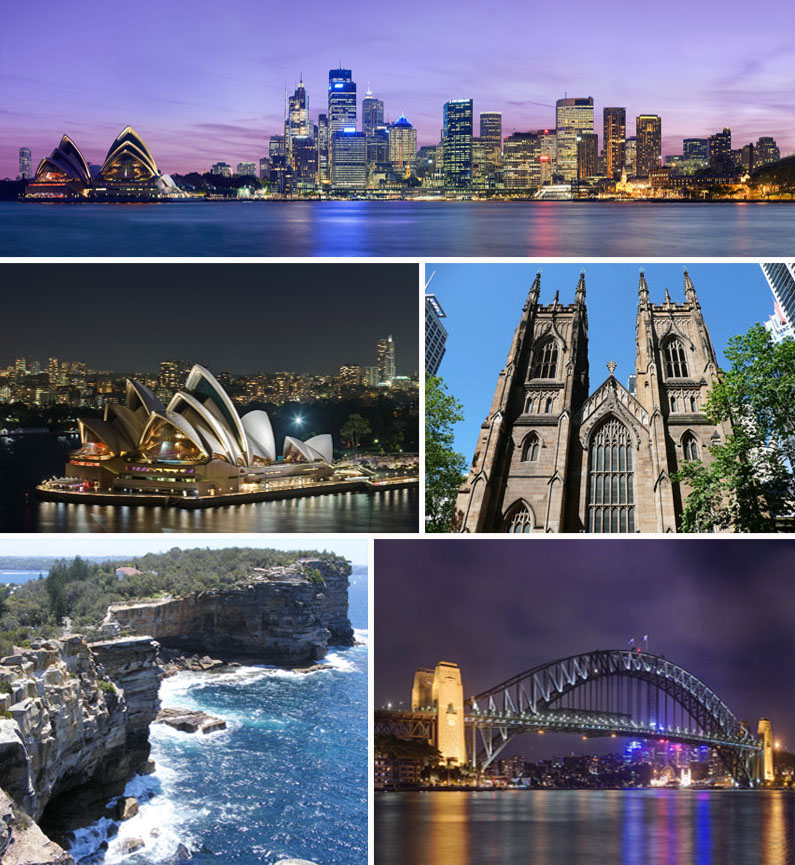
Сідней

Населення штату становило 6,7  млн осіб (оцінка 2002 року).
Сідней — найбільше місто Австралії, діловий, промисловий, науковий та культурний центр, столиця штату. У місті мешкає 60 % населення штату. Портове місто розкинулось на берегах глибокої бухти Порт-Джексон. У місті виділяють південну (торгівельну) та північну (промислову) частини. Промисловість міста представлена судно-, літако-, локомотиво- та машинобудуванням, електротехнічною, текстильною, взуттєвою, харчовою та поліграфічною галузями. У місті працює 3 університети, Центр атомних досліджень, ряд науково-дослідних центрів; національна художня школа, Національний морський музей, художня галерея, найстаріший музей країни, ряд театрів, найвідоміший з яких — Сіднейський оперний театр, збудований на півострові, що глибоко вдається у води затоки. Діловий центр міста розташований поблизу моря. У центральній частині міста велика кількість парків, садів та скверів з фонтанами. Навколо центра спальні райони, у передмісті котеджні містечка. 1932 року через гавань Порт-Джексон було перекинуто сталевий арочний міст довжиною 4 км, висотою 53 м — Гарбор-Брідж. Він сполучив 6 автомобільними рядами та 4 залізничними коліями дві частини міста. Поблизу міста чудові піщані пляжі — улюблене місце відпочинку городян. Екологічною проблемою для міста, що швидко зростає, у другій половині XX століття стало забруднення навколишніх морських вод стічними водами.

## Історія
- 1788-1850 — поселення ув'язнених;
- з 1819 — вільні поселення ;
- 1856 — отримано самоврядування,
- 1901 — став штатом у Співдружності Австралія.

Названий Новим Південним Уельсом Джеймсом Куком, що висадився на березі затоки Ботані Бей у 1770 році, берегова лінія якої, на його думку, нагадувала узбережжя Уельсу.

## Символи штату
- Квітка: Telopea speciosissima
- Тварина: Качкодзьоб
- Птах: Кукабара велика
- Риба: Achoerodus
- Мінерал або дорогоцінне каміння: чорний опал
- Кольори: блакитний